# العلاقات الزامبية اللاتفية
العلاقات الزامبية اللاتفية هي العلاقات الثنائية التي تجمع بين زامبيا ولاتفيا.

## مقارنة بين البلدين
هذه مقارنة عامة ومرجعية للدولتين:
| وجه المقارنة                                              | زامبيا                         | لاتفيا                                             |
| --------------------------------------------------------- | ------------------------------ | -------------------------------------------------- |
| المساحة (كم2)                                             | 752.62 ألف                     | 64.59 ألف                                          |
| عدد السكان (نسمة)                                         | 17.09 مليون                    | 1.93 مليون                                         |
| الكثافة السكانية (ن./كم²)                                 | 22.71                          | 29.88                                              |
| العاصمة                                                   | لوساكا                         | ريغا                                               |
| اللغة الرسمية                                             | لغة إنجليزية                   | اللغة اللاتفية                                     |
| العملة                                                    | كواشا زامبي، كواشا زامبي قديم ‏ | يورو، لاتس لاتفي، الروبل اللاتفي ‏، الروبل اللاتفي ‏ |
| الناتج المحلي الإجمالي (بليون دولار)                      | 25.81 مليار                    | 30.26 مليار                                        |
| الناتج المحلي الإجمالي (تعادل القوة الشرائية) بليون دولار | 62.18 مليار                    | 49.24 مليار                                        |
| الناتج المحلي الإجمالي الاسمي للفرد دولار أمريكي          | 1.30 ألف                       | 14.06 ألف                                          |
| الناتج المحلي الإجمالي للفرد دولار أمريكي                 | 3.90 ألف                       | 23.55 ألف                                          |
| مؤشر التنمية البشرية                                      | 0.586                          | 0.819                                              |
| رمز المكالمات الدولي                                      | +260                           | +371                                               |
| رمز الإنترنت                                              | .zm                            | .lv                                                |
| المنطقة الزمنية                                           | ت ع م+02:00                    | ت ع م+02:00، ت ع م+03:00، أوروبا/ريغا ‏             |

## منظمات دولية مشتركة
يشترك البلدان في عضوية مجموعة من المنظمات الدولية، منها:
| علم المنظمة | اسم المنظمة                               | تاريخ انضمام زامبيا | تاريخ انضمام لاتفيا |
| ----------- | ----------------------------------------- | ------------------- | ------------------- |
|             | الاتحاد البريدي العالمي                   | ?                   | ?                   |
|             | يونسكو                                    | 9 نوفمبر 1964       | 9 يوليو 1951        |
|             | البنك الدولي للإنشاء والتعمير             | 23 سبتمبر 1965      | 11 أغسطس 1992       |
|             | منظمة التجارة العالمية                    | ?                   | 1999                |
|             | وكالة ضمان الاستثمار متعدد الأطراف        | 6 يونيو 1988        | 21 أغسطس 1998       |
|             | الاتحاد الدولي للاتصالات                  | 23 أغسطس 1965       | 11 ديسمبر 1921      |
|             | منظمة الشرطة الجنائية الدولية             | ?                   | ?                   |
|             | مؤسسة التمويل الدولية                     | 23 سبتمبر 1965      | 29 سبتمبر 1993      |
|             | الأمم المتحدة                             | 1 ديسمبر 1964       | 17 سبتمبر 1991      |
|             | مؤسسة التنمية الدولية                     | 23 سبتمبر 1965      | 11 أغسطس 1992       |
|             | منظمة حظر الأسلحة الكيميائية              | ?                   | ?                   |
|             | المركز الدولي لتسوية المنازعات الاستشارية | 17 يوليو 1970       | 7 سبتمبر 1997       |

## وصلات خارجية
- موقع وزارة الخارجية اللاتفية